# Virus pravých neštovic
Virus pravých neštovic (variola virus) je jeden z největších a nejsložitějších známých virů. Patří do čeledi Poxviridae, je to tedy obalený virus s dvouřetězcovou DNA. Je původcem pravých neštovic.
Virus pravých neštovic je patogenní pouze pro člověka a mimo hostitele nepřežije déle než několik dní – nemá tedy žádný přirozený rezervoár kromě lidské populace. Systematické očkování tedy vedlo k vymýcení pravých neštovic, poslední přirozená infekce byla popsána v roce 1977. Virus pravých neštovic je nicméně stále uchováván v některých laboratořích a potenciálně je použitelný k výrobě biologické zbraně.

## Příbuzné viry
Virus pravých neštovic je blízce příbuzný dalším virům z rodu Orthopoxvirus, které vyvolávají neštovice zvířat. Antigenní příbuznost těchto virů zaručuje zkříženou imunitu – vytvoří-li si hostitel protilátky proti jednomu druhu, je do značné míry odolný i proti těm ostatním. Na tomto principu je založena výroba očkovací látky proti pravým neštovicím – první očkování využívalo viru kravských neštovic, současné vakcíny obsahují přímo virus vakcíny, speciálně „vyšlechtěný“ druh viru.